# Montenach
Montenach là một xã trong vùng Grand Est, thuộc tỉnh Moselle, quận Thionville-Est, tổng Sierck-les-Bains. Tọa độ địa lý của xã là 49° 25' vĩ độ bắc, 06° 22' kinh độ đông. Montenach nằm trên độ cao trung bình là 200 mét trên mực nước biển, có điểm thấp nhất là 175 mét và điểm cao nhất là 340 mét. Xã có diện tích 9,19 km², dân số vào thời điểm 2004 là 414 người; mật độ dân số là 45 người/km². Montenach nằm khoảng 17 km đông bắc củaThionville, thuộc Pháp từ năm 1661.

## Thông tin nhân khẩu
| 1962 | 1968 | 1975 | 1982 | 1990 | 1999 |
| ---- | ---- | ---- | ---- | ---- | ---- |
| 344  | 354  | 339  | 318  | 369  | 410  |